# Fritziana goeldii
Fritziana goeldii é uma espécie de anfíbio da família Hemiphractidae. Endêmica do Brasil, onde pode ser encontrada nos estados do Espírito Santo, Rio de Janeiro e São Paulo.
Os seus habitats naturais são: florestas subtropicais ou tropicais húmidas de baixa altitude, plantações, jardins rurais e florestas secundárias altamente degradadas.